# Jankovice (district d'Uherské Hradiště)
Pour les articles homonymes, voir Jankovice.
Jankovice (en allemand : Jankowitz) est une commune du district d'Uherské Hradiště, dans la région de Zlín, en République tchèque. Sa population s'élevait à 458 habitants en 2020.

## Géographie
Jankovice se trouve à 14 km au nord-ouest d'Uherské Hradiště, à 22 km au sud-ouest de Zlín, à 58 km à l'est de Brno et à 237 km au sud-est de Prague.
La commune est limitée par Kostelany au nord, par Košíky et Kudlovice à l'est, par Traplice et Jalubí au sud, et par Velehrad au sud-ouest et à l'ouest.

## Histoire
La localité a été fondée en 1648 par le propriétaire du domaine Napajedla, le comte Jean de Rottal, et a reçu son nom actuel en 1715.